# Kampioenschap van Zürich 1988
Het Kampioenschap van Zürich 1988 was de 75ste editie van deze wielerkoers (ook wel bekend als Züri-Metzgete) en werd verreden op 21 augustus, in en rond Zürich, Zwitserland. De koers was 237,5 kilometer lang. Aan de start stonden 164 renners, van wie 83 de finish bereikten.

## Uitslag
| Kampioenschap van Zürich 1988 |                    |                    |            |
| Plaats                        | Naam               | Ploeg              | Tijd       |
| Winnaar                       | Steven Rooks       | PDM-Concorde       | 6u 00' 38" |
| 2                             | Rolf Sørensen      |                    | z.t.       |
| 3                             | Tony Rominger      | Chateau d'Ax       | z.t.       |
| 4                             | Martial Gayant     |                    | z.t.       |
| 5                             | Luc Roosen         |                    | z.t.       |
| 6                             | Phil Anderson      |                    | + 0' 07"   |
| 7                             | Adrie van der Poel | PDM-Concorde       | + 0' 18"   |
| 8                             | Claude Criquielion |                    | + 0' 28"   |
| 9                             | Mauro Gianetti     | Weinmann-La Suisse | z.t.       |
| 10                            | Allan Peiper       | Panasonic-Isostar  | z.t.       |